# Lesogaberan
Lesogaberan (AZD-3355) là  một ứng cử viên thuốc thử nghiệm được phát triển bởi AstraZeneca để điều trị bệnh trào ngược dạ dày thực quản (GERD). Là một chất chủ vận thụ thể GABAB, nó có cơ chế hoạt động tương tự như baclofen, nhưng được dự đoán là có ít tác dụng phụ của hệ thần kinh trung ương hạn chế sử dụng baclofen trong điều trị GERD trên lâm sàng.